# Eberhard Hertel
Pour les articles homonymes, voir Hertel.
Eberhard Hertel, né le 29 novembre 1938 à Oelsnitz/Vogtl. (Saxe) et mort le 20 juin 2024, est un chanteur est-allemand puis allemand.

## Biographie
Eberhard Hertel vient d'une famille d'agriculteurs. Il se tourne vers la chanson, dans la musique folklorique, et devient une célébrité de la RDA. Il continue sa carrière après la réunification allemande, même s'il met sa carrière en arrière-plan pour promouvoir la carrière de sa fille Stefanie. Ils interprètent des chansons en duo.
Le 29 novembre 2008, il fête ses 70 ans au Adventsfest der Volksmusik à Suhl. En outre, la MDR produit le film Papa wird 70 de Stefanie Hertel & Stefan Mross.
Pendant plusieurs années, Eberhard Hertel tourne avec le chanteur Kay Dörfel.

## Discographie
Albums
- 1997 : Lieder wie das Leben
- 1999 : Die besten Jahre kommen noch
- 2000 : Das Beste der Volksmusik
- 2000 : Wenn das kein Grund zum Feiern ist
- 2001 : Wir sind alle kleine Sünderlein
- 2002 : So schön ist unsere Welt
- 2005 : Voll im Leben
- 2007 : Auf das Leben, auf die Liebe
- 2008 : Danke Freunde - das Jubiläumsalbum zum 70. Geburtstag

### Source de la traduction
- (de) Cet article est partiellement ou en totalité issu de l’article de Wikipédia en allemand intitulé « Eberhard Hertel » (voir la liste des auteurs).